# Guðbergur Bergsson

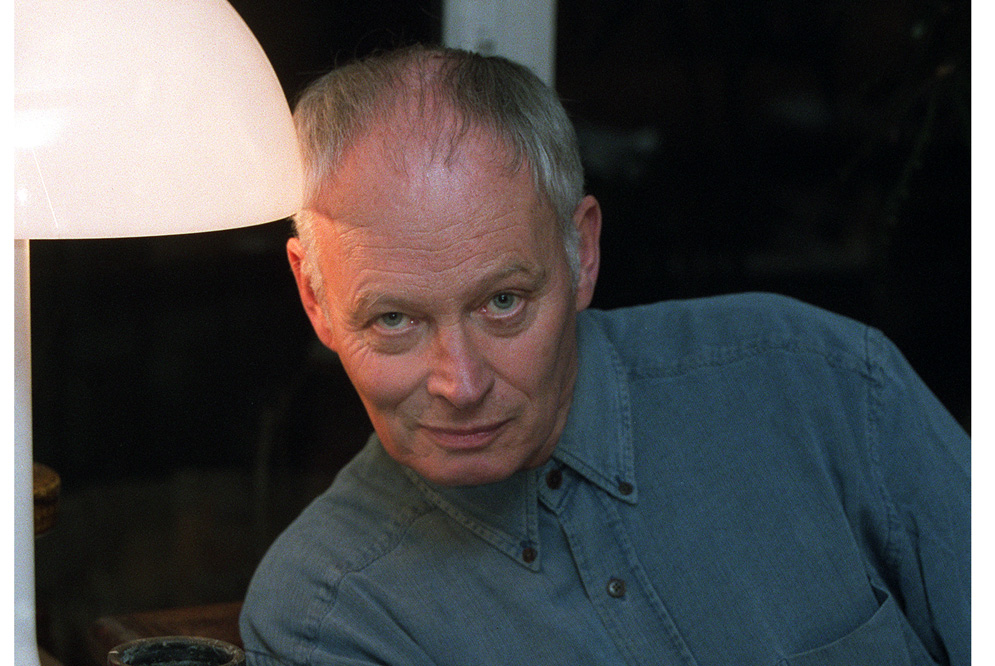
Guðbergur Bergsson

Guðbergur Bergsson (Grindavík, 16 ottobre 1932 – Mosfellsbær, 4 settembre 2023) è stato un romanziere, poeta e traduttore islandese.
(Guðbergur Bergsson, Le inquiete e cangianti aurore boreali)

## Biografia
Nato in un piccolo villaggio di pescatori nel sud-est dell'Islanda, Bergsson si laureò in lingua spagnola, letteratura e storia dell'arte all'Università di Barcellona. Nella città catalana, a partire dal 1956, conobbe scrittori come Carlos Barral, Gabriel Ferrater, Jaime Gil de Biedma e Jaime Salinas Bonmatí. Pubblicò più di 20 romanzi, libri per bambini, racconti e raccolte di poesia, svolgendo nel frattempo i lavori più disparati: il bracciante, l'operaio in uno stabilimento per la lavorazione del pesce, l'aiuto cuoco, l'infermiere in un ospedale psichiatrico, il portiere di notte. Autore ironico e di grande sensibilità, a lui si devono le traduzioni in islandese e la conoscenza in Islanda dei principali scrittori spagnoli e latinoamericani, tra cui Cervantes, Borges, Gabriel García Márquez, Alejo Carpentier. Bergsson compose audio-poesie, organizzò mostre e sceneggiò cortometraggi, dimostrando una inesauribile curiosità per l'animo umano e la società contemporanea, a cui spesso rivolse dure critiche. 
Vinse per due volte il Premio Letterario Islandese (1991 e 1997) e nel 2004 lo Svenska Akademiens nordiska pris, conosciuto anche come il «piccolo Nobel».

## Opere

### Narrativa
- 1961 - Músin sem læðist
- 1966 - Tómas Jónsson, metsölubók
- 1967 - Ástir samlyndra hjóna
- 1968 - Anna
- 1973 - Það sefur í djúpinu
- 1974 - Hermann og Dídí
- 1976 - Það rís úr djúpinu
- 1979 - Saga af manni sem fékk flugu í höfuðið
- 1980 - Sagan af Ara Fróðasyni og Hugborgu konu hans
- 1982 - Hjartað býr enn í helli sínum
- 1982 - Tóta og táin á pabba
- 1985 - Leitin að landinu fagra
- 1985 - Froskmaðurinn
- 1991 - Svanurinn (pubblicato in Italia col titolo Il cigno, Il Saggiatore, 2001, traduzione di Silvia Cosimini)
- 1993 - Sú kvalda ást sem hugarfylgsnin geyma
- 1994 - Ævinlega
- 1997 - Faðir og móðir og dulmagn bernskunnar
- 2004 - Lömuðu kennslukonurnar

### Poesia
- 1961 - Endurtekin orð
- 1978 - Flateyjar - Frey
- 2001 - Stígar